# Здание Андраус
Здание Андраус (порт. Edifício Andraus) — небоскрёб в историческом центре города Сан-Паулу, столице штата Сан-Паулу в Бразилии. Расположен в районе Република на углу Авенида-Сан-Жуан и Руа-Педру-Америку. Здание было построено в 1957 — 1962 годах Строительной компанией Андраус по проекту польского архитектора Майера Ботковски и первоначально называлось Дом 50, так как являлось пятидесятым объектом, возведённым этой строительной компанией. После окончания строительства было решено присвоить объекту имя его строителей — владельцев компании. Высота здания составляет 115 метров. В небоскрёбе 32 этажа.
24 февраля 1972 года в здании произошёл пожар, жертвами которого стали 16 человек, 345 человек получили ранения. Причиной возгорания стала перегрузка в электросети. Ранее Компанией городского освещения были направлены письма ответственным за здание с предупреждением о превышении электрической нагрузки в помещении и вытекающих из этого опасностях.
Пожар начался на втором этаже и уничтожил здание, в котором располагались офисы компаний, в том числе транснациональных корпораций Хенкель и Сименс. После ремонта в небоскрёбе разместили государственные учреждения, но до сих пор местные жители называют его «зданием Пинари», потому что до пожара подземный и первые этажи в нём занимал популярный магазин.
Среди погибших были двое руководителей Хенкель — президент компании Пол Юрген Пондорф и Оттмар Флик. Главный офис компании также был разрушен. Большинство выживших в трагедии, не имея возможности воспользоваться аварийной лестницей, предпочли подняться на верхний этаж здания, где и оставались до тех пор, пока пожарные не потушили пожар. С крыши людей эвакуировал на вертолете пилот Олендино де Соуза.